# Diplacina bolivarii
Diplacina bolivarii är en trollsländeart som beskrevs av Selys 1882. Diplacina bolivarii ingår i släktet Diplacina och familjen segeltrollsländor. Inga underarter finns listade i Catalogue of Life.